# Nombre 280
El nombre 280 (CCLXXX) és el nombre natural que segueix el nombre 279 i precedeix el nombre 281.
La seva representació binària és 100011000, la representació octal 430 i l'hexadecimal 118.
La seva factorització en nombres primers és 2³ × 5 × 7 = 280. És un nombre d'Erdős-Woods.

## Matemàtiques
El denominador del vuitè nombre harmònic, 280 és un nombre octogonal. 280 és el nombre octogonal més petit que és la meitat d'un altre nombre octogonal. 280 és un número Harshad de base 10.

## Astronomia
- 280P/Larsen és un cometa periòdic del sistema solar.[4]
- (280) Filia és un asteroide del cinturó principal del sistema solar.[5]

## Nombres del 281 al 289
| Nombre | Nombre romà | Sistema binari | Sistema hexadecimal | Més informació que destaca del nombre |
| 281    | CCLXXXI     | 100011001      | 119                 | La suma dels primers catorze nombres primers (fins al 43) La suma de set nombres primers consecutius (29 + 31 + 37 + 41 + 43 + 47 + 53)                                                                                  |
| 282    | CCLXXXII    | 100011010      | 11A                 | |
| 283    | CCLXXXIII   | 100011011      | 11B                 | |
| 284    | CCLXXXIV    | 100011100      | 11C                 | |
| 285    | CCLXXXV     | 100011101      | 11D                 | |
| 286    | CCLXXXVI    | 100011110      | 11E                 | |
| 287    | CCLXXXVII   | 100011111      | 11F                 | La suma de tres nombres primers consecutius (89 + 97 + 101) La suma de cinc nombres primers consecutius (47 + 53 + 59 + 61 + 67) La suma de nou nombres primers consecutius (17 + 19 + 23 + 29 + 31 + 37 + 41 + 43 + 47) |
| 288    | CCLXXXVIII  | 100100000      | 120                 | 2⁵ × 3² = 288 1¹ × 2² × 3³ × 4⁴= 288 |
| 289    | CCLXXXIX    | 100100001      | 121                 | 17² |